# Могилів-Подільська фабрика нетканих матеріалів
Могилів-Подільська фабрика нетканих матеріалів — підприємство легкої промисловості в західній частині міста Могилів-Подільський Могилів-Подільського району Вінницької області України.

## Історія
Могилів-Подільська ватна фабрика була побудована відповідно до четвертого п'ятирічного плану відновлення та розвитку народного господарства СРСР і в 1947 році введена в експлуатацію. У роки п'ятої п'ятирічки фабрика значно збільшила виробничі потужності та розширила асортимент продукції.
Відповідно до семирічного плану розвитку народного господарства СРСР ватна фабрика була реконструйована, оснащена новим обладнанням і в 1965 році отримала нову назву — Могилів-Подільська фабрика нетканих матеріалів.
Загалом, за радянських часів фабрика входила до числа провідних підприємств міста. На її балансі знаходилися житлові будинки та інші об'єкти соціальної інфраструктури.
Після проголошення незалежності України фабрика перейшла у відання державного комітету легкої та текстильної промисловості України. Надалі державне підприємство було перетворено на колективне підприємство. В умовах розриву господарських зв'язків та економічної кризи 90-х років становище фабрики ускладнилося. На початку 2000-х років було порушено справу про її банкрутство.
10 червня 2003 року господарський суд Вінницької області визнав фабрику банкрутом та у січні 2004 року розпочалася процедура її ліквідації.

## Діяльність
Підприємство виробляло матраци, ковдри, ватин, основу для штучної шкіри і пакувальне полотно.